# Budia
Budia é um município da Espanha na província de Guadalajara, comunidade autónoma de Castilla-La Mancha, de área 66,10 km² com população de 227 habitantes (2007) e densidade populacional de 3,43 hab./km².

## Demografia
| Variação demográfica do município entre 1991 e 2004 | Variação demográfica do município entre 1991 e 2004 | Variação demográfica do município entre 1991 e 2004 | Variação demográfica do município entre 1991 e 2004 |
| --------------------------------------------------- | --------------------------------------------------- | --------------------------------------------------- | --------------------------------------------------- |
| 1991                                                | 1996                                                | 2001                                                | 2004                                                |
| 335                                                 | 296                                                 | 269                                                 | 270                                                 |